# 佐竹義宣 (伊予守)
佐竹 義宣（さたけ よしのぶ）は、日本の南北朝時代の武将で、常陸国佐竹氏の第10代当主。初名は義香（よしか）。官位は左近将監、左馬助、伊予守。

## 生涯
父は佐竹義篤で、母は小田知貞の娘。弟に小場義躬（母は濱名氏の娘）、石塚宗義、大山義孝、藤井義貫（義実）。子は佐竹義盛、佐竹義有。
母の実家である小田氏が小山若犬丸を匿った罪により、鎌倉公方足利氏満の追討を受けた際は、小田氏と縁戚関係にあったため警戒され、家臣の小野崎通郷、江戸通高を派遣するに留まっており、通高は難台城の戦いで奮戦した末、討死した。